# Coppa del mondo di ciclocross 2007-2008
La Coppa del mondo di ciclocross 2007-2008, quindicesima edizione della competizione, si svolse tra il 21 ottobre 2007 ed il 21 gennaio 2008. Nessuna classifica ufficiale fu stilata per le categorie élite, il titolo under-23 andò a Niels Albert, quello juniors ad Arnaud Jouffroy.

## Uomini élite

### Risultati
| # | Data        | Città       | Evento                         | Vincitore     |
| - | ----------- | ----------- | ------------------------------ | ------------- |
| 1 | 21 ottobre  | Kalmthout   | Vlaamse Industrieprijs Bosduin | Zdeněk Štybar |
| 2 | 27 ottobre  | Tábor       | Cyklokros Tábor                | Sven Nys      |
| 3 | 11 novembre | Pijnacker   | Veldrit Pijnacker              | Lars Boom     |
| 4 | 24 novembre | Koksijde    | Duinencross                    | Sven Nys      |
| 5 | 2 dicembre  | Igorre      | Ziklokross Igorre              | Sven Nys      |
| 6 | 8 dicembre  | Milano      | GP Mamma e Papà Guerciotti     | annullata     |
| 7 | 26 dicembre | Hofstade    | Kersttrofee                    | Sven Nys      |
| 8 | 13 gennaio  | Liévin      | Liévin Cyclo-Cross             | Lars Boom     |
| 9 | 21 gennaio  | Hoogerheide | Grote Prijs Adrie van der Poel | Lars Boom     |

## Donne élite

### Risultati
| # | Data        | Città       | Evento                         | Vincitore            |
| - | ----------- | ----------- | ------------------------------ | -------------------- |
| 1 | 21 ottobre  | Kalmthout   | Vlaamse Industrieprijs Bosduin | Daphny van den Brand |
| 2 | 11 novembre | Pijnacker   | Veldrit Pijnacker              | Katie Compton        |
| 3 | 24 novembre | Koksijde    | Duinencross                    | Daphny van den Brand |
| 4 | 8 dicembre  | Milano      | GP Mamma e Papà Guerciotti     | Daphny van den Brand |
| 6 | 26 dicembre | Hofstade    | Kersttrofee                    | Maryline Salvetat    |
| 7 | 13 gennaio  | Liévin      | Liévin Cyclo-Cross             | Hanka Kupfernagel    |
| 8 | 21 gennaio  | Hoogerheide | Grote Prijs Adrie van der Poel | Hanka Kupfernagel    |

## Uomini Under-23

### Risultati
| # | Data        | Città       | Evento                         | Vincitore         | Leader della Cl. mondiale      |
| - | ----------- | ----------- | ------------------------------ | ----------------- | ------------------------------ |
| 1 | 21 ottobre  | Kalmthout   | Vlaamse Industrieprijs Bosduin | Niels Albert      | Niels Albert                   |
| 2 | 8 dicembre  | Milano      | GP Mamma e Papà Guerciotti     | Philipp Walsleben | Niels Albert Philipp Walsleben |
| 3 | 26 dicembre | Hofstade    | Kersttrofee                    | Niels Albert      | Niels Albert                   |
| 4 | 13 gennaio  | Liévin      | Liévin Cyclo-Cross             | Niels Albert      | Niels Albert                   |
| 5 | 21 gennaio  | Hoogerheide | Grote Prijs Adrie van der Poel | Niels Albert      | Niels Albert                   |

### Classifica generale
| Pos. | Corridore           | Punti |
| ---- | ------------------- | ----- |
| 1    | Niels Albert        | 240   |
| 2    | Aurélien Duval      | 191   |
| 3    | Jonathan Lopez      | 164   |
| 4    | Paul Voss           | 163   |
| 5    | Thijs van Amerongen | 161   |

## Uomini juniors

### Risultati
| # | Data        | Città       | Evento                         | Vincitore       | Leader della Cl. mondiale |
| - | ----------- | ----------- | ------------------------------ | --------------- | ------------------------- |
| 1 | 21 ottobre  | Kalmthout   | Vlaamse Industrieprijs Bosduin | Arnaud Jouffroy | Arnaud Jouffroy           |
| 2 | 8 dicembre  | Milano      | GP Mamma e Papà Guerciotti     | Arnaud Jouffroy | Arnaud Jouffroy           |
| 3 | 26 dicembre | Hofstade    | Kersttrofee                    | Stef Boden      | Arnaud Jouffroy           |
| 4 | 13 gennaio  | Liévin      | Liévin Cyclo-Cross             | Arnaud Jouffroy | Arnaud Jouffroy           |
| 5 | 21 gennaio  | Hoogerheide | Grote Prijs Adrie van der Poel | Arnaud Jouffroy | Arnaud Jouffroy           |

### Classifica generale
| Pos. | Corridore       | Punti |
| ---- | --------------- | ----- |
| 1    | Arnaud Jouffroy | 270   |
| 2    | Lubomir Petrus  | 218   |
| 3    | Stef Boden      | 203   |
| 4    | Elia Silvestri  | 183   |
| 5    | Tijmen Eising   | 141   |